# Carapa angustifolia
Carapa angustifolia är en tvåhjärtbladig växtart som beskrevs av Hermann August Theodor Harms. Carapa angustifolia ingår i släktet Carapa och familjen Meliaceae. Inga underarter finns listade i Catalogue of Life.